# Prefectura d'Osaka
La prefectura d'Osaka (大阪府, Ōsaka-fu) és una prefectura a la regió de Kinki sobre l'illa de Honshu al Japó. La capital és la ciutat d'Osaka. Osaka és líder i té una gran influència en matèria comercial tant a la regió de Kinki com a tot el Japó, formant en la seua regió una conurbació i ària d'influència econòmica coneguda com a Keihanshin, la qual transcendeix els límits de les prefectures. La prefectura limita amb les prefectures de Hyogo, Kyoto, Nara i Wakayama.
En el pla històric, la prefectura va ser fundada l'any 1868, al començament de l'era Meiji, com una unió de les antigues províncies d'Izumi, Kawachi i part de la de Settsu. Actualment, l'antiga divisió provincial encara delimita certs aspectes geogràfics i culturals de la prefectura.
En l'àmbit polític, des de l'any 2019 la prefectura està governada per una majoria del partit regionalista partidari del plà metropolità, Partit de la Restauració d'Osaka en coalició amb la formació demobudista Kōmeitō i el governador és en Hirofumi Yoshimura (PRO), ex alcalde d'Osaka i governador des de les eleccions de 2019.

## Etimologia
El nom de la prefectura prové del nom de la seua capital, la ciutat d'Osaka. La mateixa ciutat d'Osaka es va dir en temps passats "Naniwa" (nom que encara conserva un dels districtes de la ciutat) però, tot i que encara no es coneix el motiu, a partir de 1496, any on es troben els primers registres del nom "Osaka", el nom va començar a guanyar-li terreny a l'original.
Ōsaka vol dir literalment "pujol gran", on Ō (大) vol dir "gran" i saka o zaka (阪) vol dir pujol. No es coneix ben bé l'origen d'aquesta denominació, si bé es pot dir que la ciutat està en un petit pujol.

## Geografia
La prefectura d'Osaka es troba dins de la regió de Kansai o Kinki i limita amb les de Hyogo i Kyoto al nord, amb Nara a l'est i amb Wakayama al sud. Cap a l'oest es troba la mar, en concret, la badia d'Osaka. Els rius Yodo i Yamato tenen part del seu recorregut per la prefectura.
Abans de la construcció de l'Aeroport Internacional de Kansai, Osaka era la prefectura més petita del Japó. L'illa artificial on va ser construït l'aeroport va afegir terreny a la prefectura per a fer-la lleugerament superior en dimensions a la prefectura de Kagawa.
A data de l'1 d'abril de 2012, l'onze percent del territori total de la prefectura va ser designat parc natural, i entre aquests es troben el Quasi Parc Nacional de Kongō-Ikoma-Kisen, Meiji no Mori Minō i els parcs naturals prefecturals de Hokusetsu i Hannan-Misaki.

### Ciutats més poblades
Degut a l'alta població a la prefectura i a les grans dimensions de la seua capital, molts municips adjunts a aquesta formen una gran conurbació on no hi ha separació física perceptible.
Els municipis amb més habitants són els següents:
Tot i això, a la prefectura encara hi han més municipis de menys població que els que ací s'especifiquen.

### Regions
De manera informal, la prefectura d'Osaka també es pot dividir en regions. Tot i que existeixen diverses propostes de divisió regional, ací només es reflectirà la versió feta pel govern prefectural, el qual utilitza aquestes divisions territorials com a àmbits geogràfics a l'hora d'organitzar-se per a prestar el servei públic. Cal dir que aquestes "regions" o divisions administratives i els seus noms es basen, principalment en l'antic sistema de províncies anterior a l'era Meiji i els districtes. Sota el nom de cada regió es troba el nom del seu municipi més poblat.
| # | # | Regió          | Regió      | Capital      | Capital  | Regions d'Osaka |
| # | # | Català         | Japonés    | Català       | Japonés  | Regions d'Osaka |
| 1 |   | Osaka          | 大阪地域   | Kita         | 北区     | Regions d'Osaka |
| 2 |   | Toyono         | 豊能地域   | Toyonaka     | 豊中市   | Regions d'Osaka |
| 3 |   | Mishima        | 三島地域   | Suita        | 吹田市   | Regions d'Osaka |
| 4 |   | Senboku        | 泉北地域   | Sakai        | 堺市     | Regions d'Osaka |
| 5 |   | Sennan         | 泉南地域   | Kishiwada    | 岸和田市 | Regions d'Osaka |
| 6 |   | Kawachi-Nord   | 北河内地域 | Hirakata     | 枚方市   | Regions d'Osaka |
| 7 |   | Kawachi-Centre | 中河内地域 | Higashiōsaka | 東大阪市 | Regions d'Osaka |
| 8 |   | Kawachi-Sud    | 南河内地域 | Matsubara    | 松原市   | Regions d'Osaka |

En cap cas aquestes regions o divisions administratives s'han de confondre amb els districtes prefecturals la qual és una organització territorial formal i totalment reconeguda al Japó.

## Història

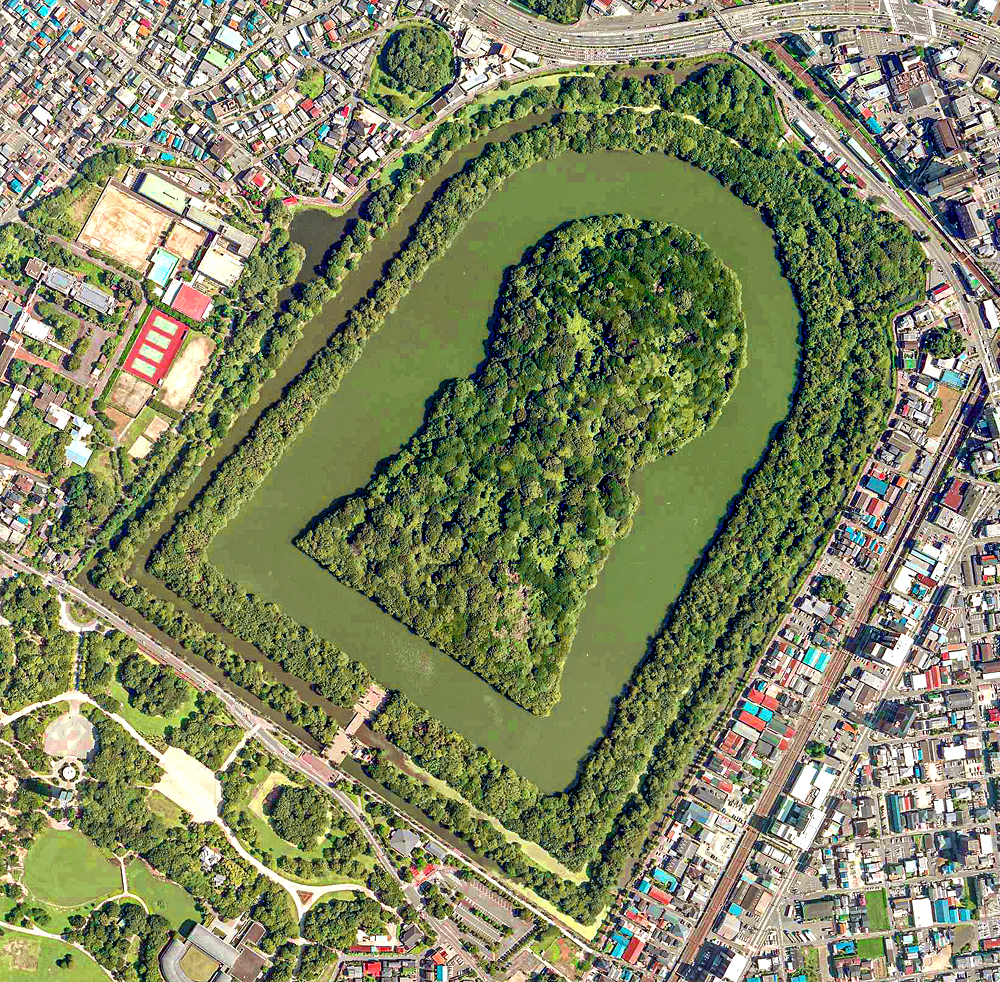
Tomba imperial clàssica a la ciutat de Sakai.

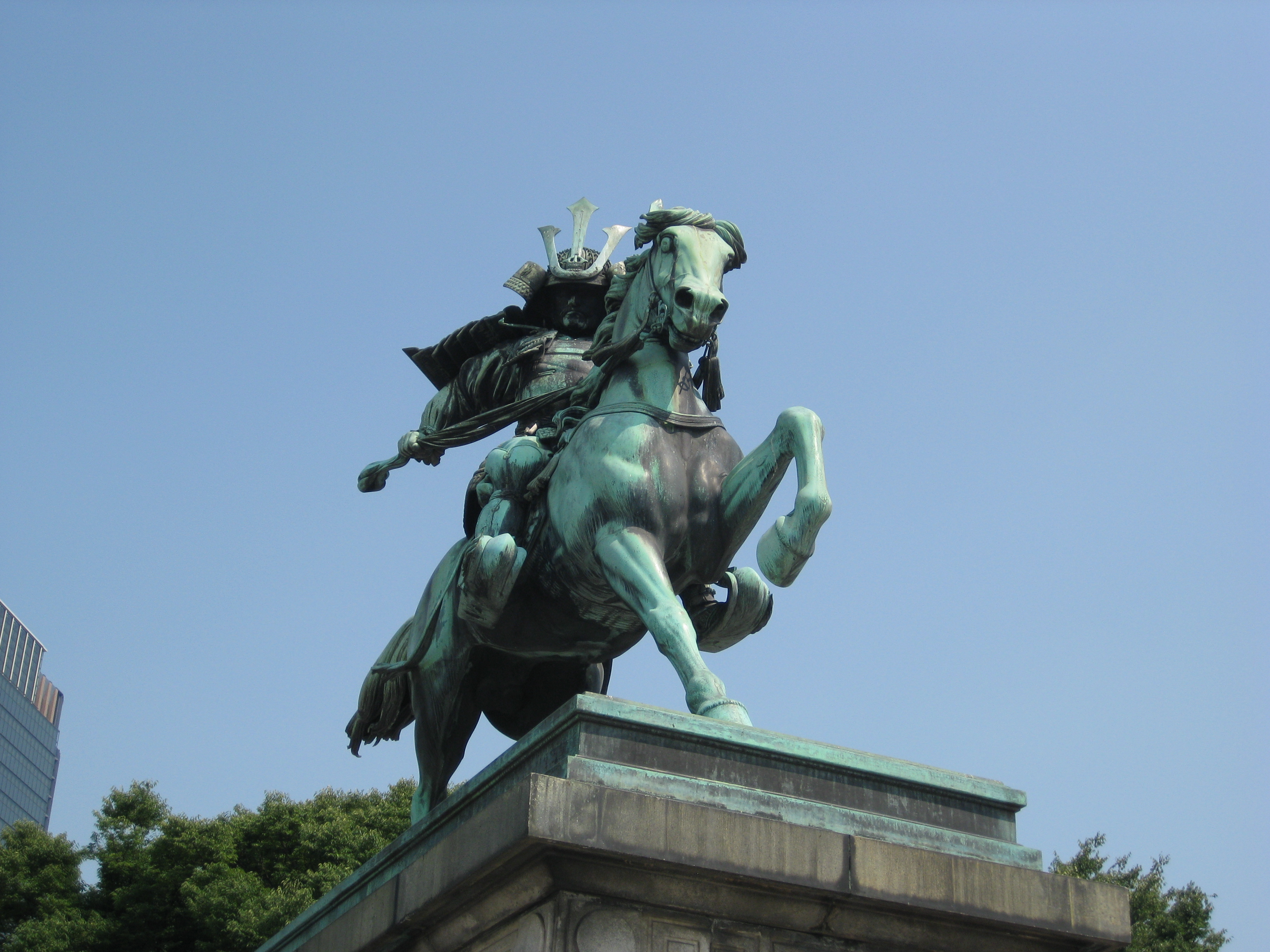
Estatua equestre de Kusunoki Masashige.

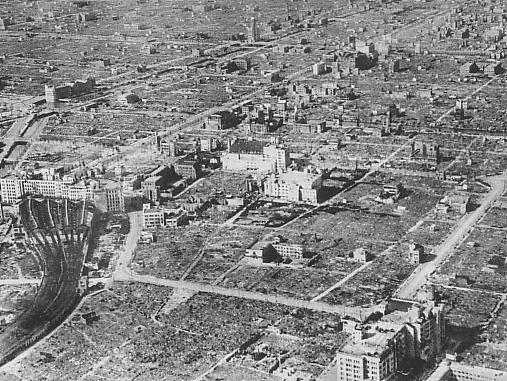
Resultats dels bombardeigs estadounidencs el 1945

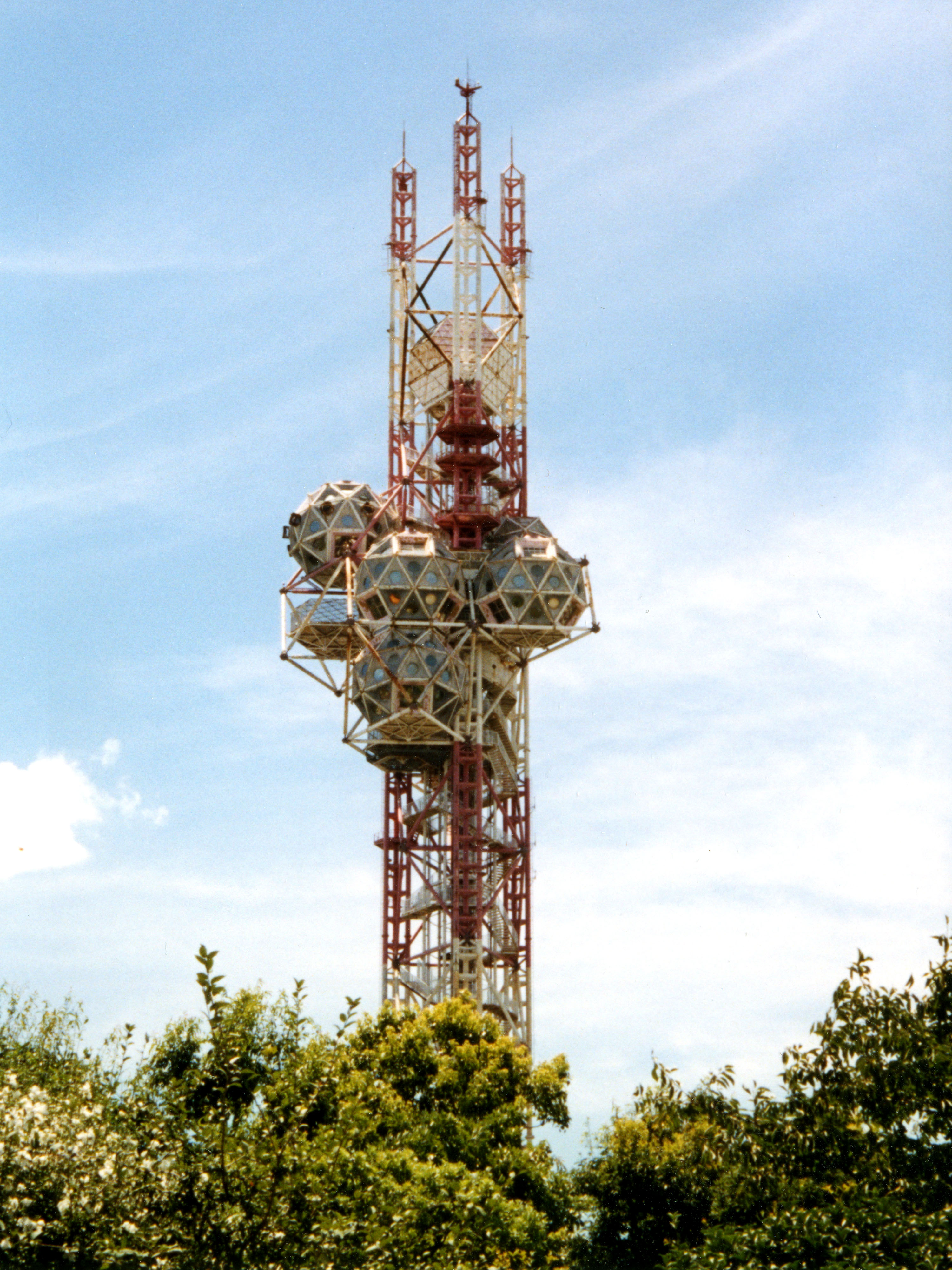
Torre de l'Exposició Universal de 1970.

D'acord amb les troballes arqueolègiques, els humans han viscut a l'actual territori de la prefectura d'Osaka des de fa més de 10.000 anys.
Vora el segle vé, va haver-hi una difusió al Japó d'aleshores (el que ara coneixem com la regió de Kinki) de la cultura coreana i xinesa, convertint-se així la ciutat d'Osaka en un centre cultural i polític del Japó d'aleshores.
Al segle viié, Osaka arriba a ser capital del Japó, una de les primeres capitals. Més tard, la capital es traslladà a les properes Nara i Kyoto, però Osaka i la seua regió va seguir prosperant gràcies al seu paper de porta d'entrada comercial i cultural al Japó.
Des de les darreries del segle xiié, comença el període Sengoku on el país entra en una època de misèria i guerres civils entre senyors feudals, però tot i això, la zona de Sakai es manté com a ciutat lliure i amb un bon nivell de vida. A finals del segle xvi l'unificador del Japó Toyotomi Hideyoshi va establir el seu centre de govern a Osaka, construint per al moment el famós castell d'Osaka. En aquell moment la ciutat i la regió es tornen a convertir una vegada més en el centre polític i econòmic del Japó.
Al segle xvii, amb l'ascensió al poder dels Tokugawa i l'instauració del shogunat Tokugawa el centre polític es trasllada a Tòquio (aleshores Edo). Tot i això, la zona d'Osaka continuarà sent un centre econòmic important gràcies al seu port i als seus comerciants. Adicionalment, a Osaka es va desenvolupar una cultura pròpia, diferent dels estils d'Edo, i amb una concepció diferent d'aspectes de la vida.
Al segle xix es va produir l'abolició del shogunat Tokugawa i la restauració Meiji, cosa que va propiciar l'abolició del sistema de províncies i la creació de la prefectura d'Osaka, la qual va ser creada el 1868, al començament de l'era Meiji. Durant la Segona Guerra Mundial la zona ve ser objectiu de nombrosos atacs aeris dels americans, patint una forta crisi. L'1 de setembre de 1956, la ciutat d'Osaka va ser promoguda a ciutat designada per l'ordenança de govern i va ser dividida en 24 districtes. El 2000, Fusae Ota es converteix en la primera governadora del Japó en reemplaçar Knock Yokoyama, després de ser acusat d'assetjament sexual.
L'1 d'abril de 2006 la ciutat de Sakai va ser promoguda a ciutat designada per l'ordenança de govern i va ser dividida en set districtes. El 2008, Tōru Hashimoto, de 38 anys, conegut anteriorment com a conseller a la televisió, va ser elegit governador, tot esdevenint el governador més jove del Japó.

### Cronologia
- 25000 a.C.: Primeres troballes arqueològiques a la zona.
- 4500 a.C.: El pla de Kawachi és encara una badia.
- 593: El príncep Shōtoku mana construir el Shitennō-ji.
- 645: L'emperador Kōtoku trasllada la capital des de Nara al Palau Toyosaki, a Naniwa.
- 683: L'emperador Tenmu fa del Palau de Nanba una ciutat per edicte.
- 726: L'emperador Shōmu comença la reconstrucció del palau de Nanba.
- 754: El monjo Jianzhen arriba a Nanba.
- 1332: Kusunoki Masashige lluita contra el shogunat Kamakura al castell Chihaya.
- 1496: El monjo Rennyo funda el Ishiyama Hongan-ji.
- 1583: Toyotomi Hideyoshi comença la construcció del castell d'Osaka.
- 1585: Toyotomi es converteix en regent imperial.
- 1615: Toyotomi Hideyori mor al setge d'Osaka.
- 1629: El shogunat Tokugawa finalitza la construcció del castell d'Osaka.
- 1704: La riera del riu Yamato es modificada amb una desviació cap a l'oest.
- 1724: L'acadèmia de comerciants Kaitokudō obre les portes.
- 1805: Comencen els espectacles de bunraku.
- 1830: Yamagata Bantō completa la seua obra Yume no Shiro.

## Política i govern

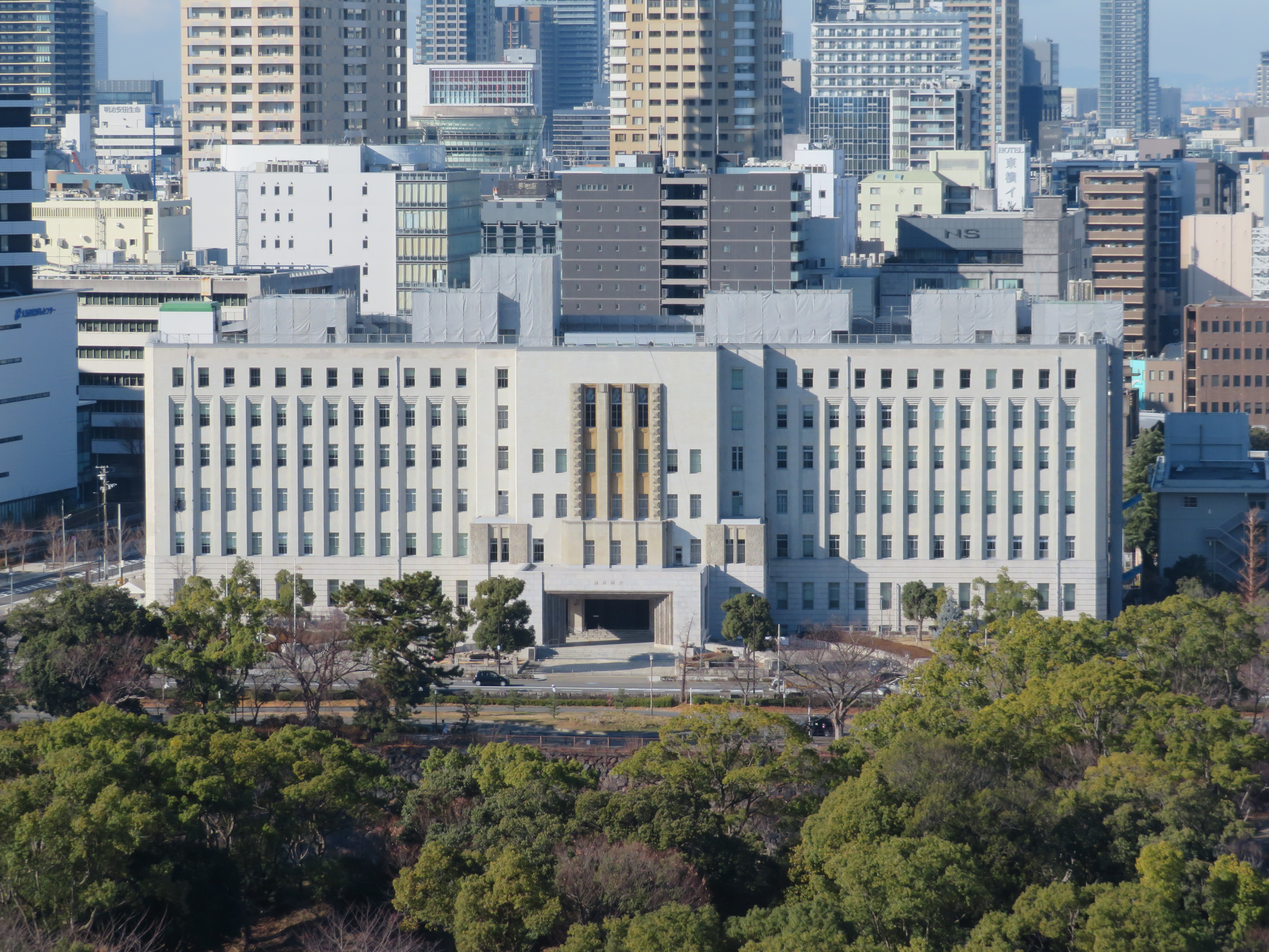
Edifici principal del govern d'Osaka

Dins del sistema prefectural japonés, Osaka té un cert estatus especial (juntament amb la prefectura de Kyoto), ja que, a diferència de la resta de prefectures que són classificades com a -ken (prefectura rural), Osaka és classificada com a -fu (prefectura urbana). Aquesta és una denominació merament simbòlica, ja que Osaka té les mateixes competències prefecturals que qualsevol altra prefectura.

### El governador
En aquesta taula només es reflecteixen els governadors democràtics, és a dir, des de l'any 1947.
| Governador         | Inici del mandat | Fi del mandat | Partit | Partit |
| Bunzō Akama        | 1947             | 1959          |        | PLJ    |
| Gisen Satō         | 1959             | 1971          |        | PLD    |
| Ryōichi Kuroda     | 1971             | 1979          |        | PCJ    |
| Sakae Kishi        | 1979             | 1991          |        | Ind    |
| Kazuo Nakagawa     | 1991             | 1995          |        | Ind    |
| Knock Yokoyama     | 1995             | 1999          |        | Ind    |
| Fusae Ota          | 2000             | 2008          |        | PLD    |
| Tōru Hashimoto     | 2008             | 2011          |        | ARO    |
| Ichirō Matsui      | 2011             | 2019          |        | ARO    |
| Hirofumi Yoshimura | 2019             | -             |        | ARO    |

### El govern
| Governador                                      | Hirofumi Yoshimura                      | PRO    |  |
| Departaments                                    | Responsable/a                           | Partit |  |
| Vice-Governadors                                | Hiroyuki Takeuchi Jun Arai Shōji Hamada | Ind    |  |
| Pla Metropolità d'Osaka                         | -                                       | Ind    |  |
| Gestió de Crisis                                | Shoji Hashimoto                         | Ind    |  |
| Planificació de Polítiques                      | Keitarō Murakami                        | Ind    |  |
| Afers Generals                                  | -                                       | Ind    |  |
| Finances                                        | -                                       | Ind    |  |
| Cultura Prefectural                             | Keiji Okamoto                           | Ind    |  |
| Benestar                                        | Yasutaka Kishimoto                      | Ind    |  |
| Salut i Medicina                                | Mutsuko Fujii                           | Ind    |  |
| Comerç, Indústria i Treball                     | Junichi Nishida                         | Ind    |  |
| Medi Ambient, Agricultura, Silvicultura i Pesca | Kazuto Nanbu                            | Ind    |  |
| Desenvolupament Urbà                            | Takeichi Morioka                        | Ind    |  |
| Urbanització d'Habitatges                       | Shūji Fujimoto                          | Ind    |  |
| Gerent de Comptabilitat                         | -                                       | Ind    |  |

### L'Assemblea Prefectural
Després de les eleccions prefecturals el govern està format per un pacte parlamentari entre els regionalistes, que van vèncer les eleccions, i els demobudistes, amb 15 escons. La composició després de les eleccions del 2019 és la següent:
| Partit | Partit                               | Partit  | Membres |
| ------ | ------------------------------------ | ------- | ------- |
|        | Associació de la Restauració d'Osaka | ARO     | 51 / 88 |
|        | Partit Liberal Democràtic            | PLD     | 16 / 88 |
|        | Kōmeitō                              | KMT     | 15 / 88 |
|        | Partit Comunista del Japó            | PCJ     | 2 / 88  |
|        | Fòrum Ciutadà                        | PDC-PDG | 2 / 88  |
|        | Independents                         | Ind     | 2 / 88  |
|        | Escons vacants                       |         | 0 / 88  |

### Símbols prefecturals

Actual escut prefectural.

Bandera actual, l'anterior fou aprovada el 1968.

La prefectura d'Osaka, com les altres prefectures, disposa d'una sèrie de símbols prefecturals com la bandera, l'escut i fins i tot l'himne.
El motiu de l'escut i la bandera representa és una estilització del mon o escut, que era una Carbassera vinera, de Toyotomi Hideyoshi, qui va construir el castell d'Osaka i alhora una estilització de la lletra "O" d'Osaka. Tant l'escut com la bandera van ser oficialitzats el 1968 mitjançant un decret, tot i que la bandera era exactament idèntica però de color verd fins a l'any 1984, que passà a ser blava. Tot i que Osaka no té cap himne, des del Festivan Nacional d'Esports de 1997 i per a aquella ocasió es va compondre un himne esportiu que es diu "La Cançó de Namihaya". La ciutat d'Osaka si que disposa d'un himne municipal, però aquest no representa la prefectura.

### Alcaldies de les ciutats més populoses
| Municipi     | Alcalde (partit polític) | Alcalde (partit polític) |
| ------------ | ------------------------ | ------------------------ |
| Osaka        |                          | Hirofumi Yoshimura (ARO) |
| Sakai        |                          | Hideki Nagafuji (ARO)    |
| Higashiōsaka |                          | Yoshikazu Noda (PLD)     |
| Toyonaka     |                          | Shigeki Osanai (Ind)     |
| Hirakata     |                          | Takashi Fushimi (ARO)    |
| Suita        |                          | Keiji Gotō (Ind)         |
| Takatsuki    |                          | Takeshi Hamada (Ind)     |
| Ibaraki      |                          | Yōichi Fukuoka (Ind)     |
| Yao          |                          | Keisuke Daimatsu (ARO)   |
| Neyagawa     |                          | Keisuke Hirose (PLD)     |

## Economia

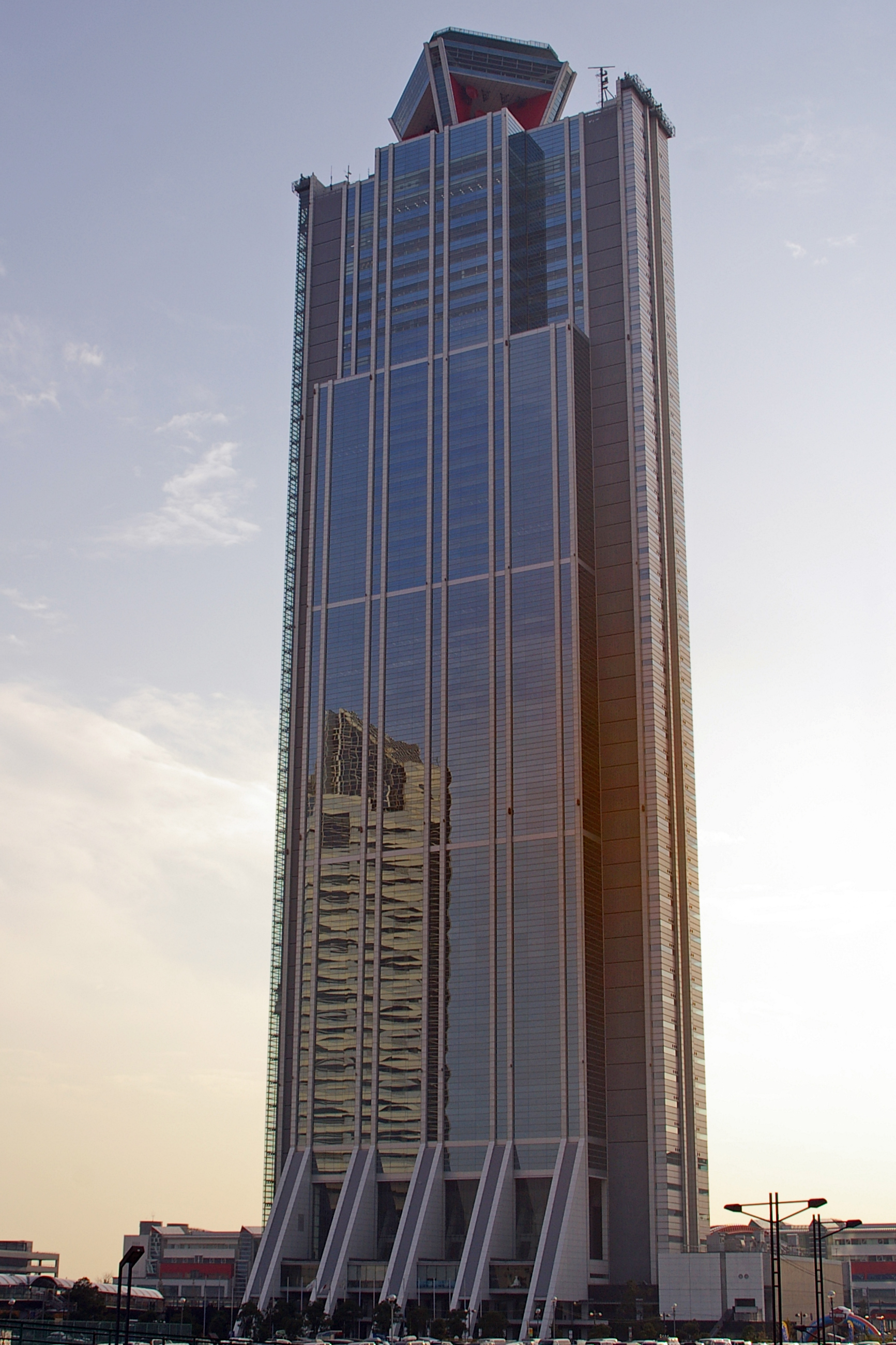
Osaka World Trade Center

A la prefectura d'Osaka tenen la seu moltes de les societats empresarials més importants del Japó, gràcies en part a la posició geogràfica d'aquesta.
El PIB d'Osaka durant l'any fiscal 2004 va ser de 38,7 trilions de iens, el segon després de Tòquio, amb un increment d'un 0,9 percent respecte a l'any anterior. Aquest PIB representa aproximadament el 48% del producte interior brut de la regió de Kansai. Els ingressos per capita van ser de tres milions de iens, el seté al Japó. Les vendes comercials del mateix any van suposar uns 60 milions de iens.
A la prefectura existeixen nombroses empreses de productes electrònics, químics, farmacèutics, industrials, alimentàris i immobiliaris com els següents:
- Panasonic
- Capcom
- Daihatsu
- Banca Resona (antigament anomenat Banca Nomura d'Osaka)
- Suntory

### Infraestructura

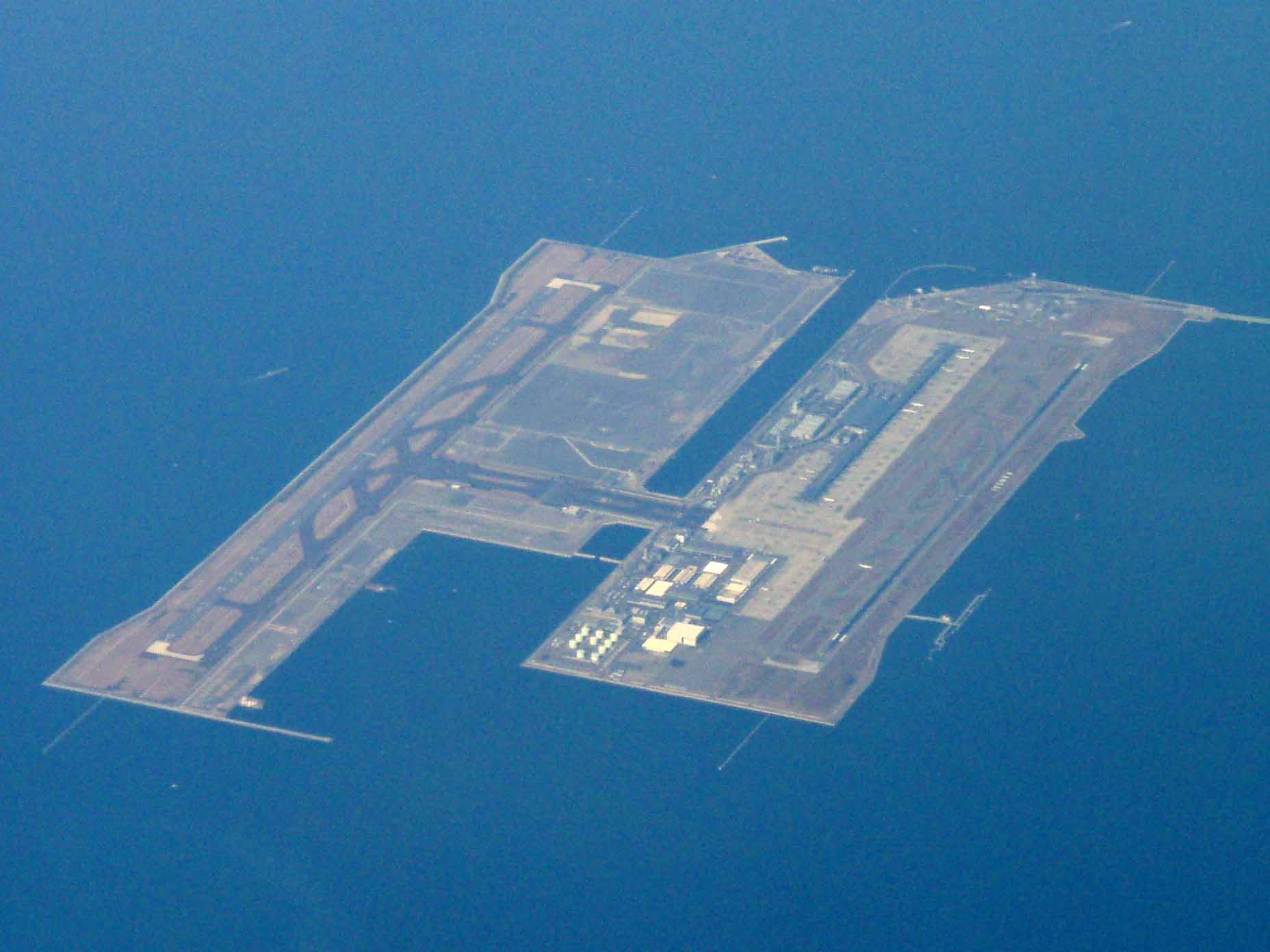
Aeroport Internacional de Kansai

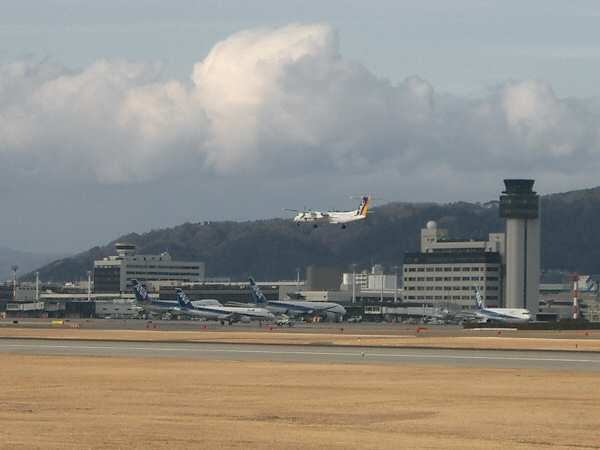
Aeroport Internacional d'Osaka

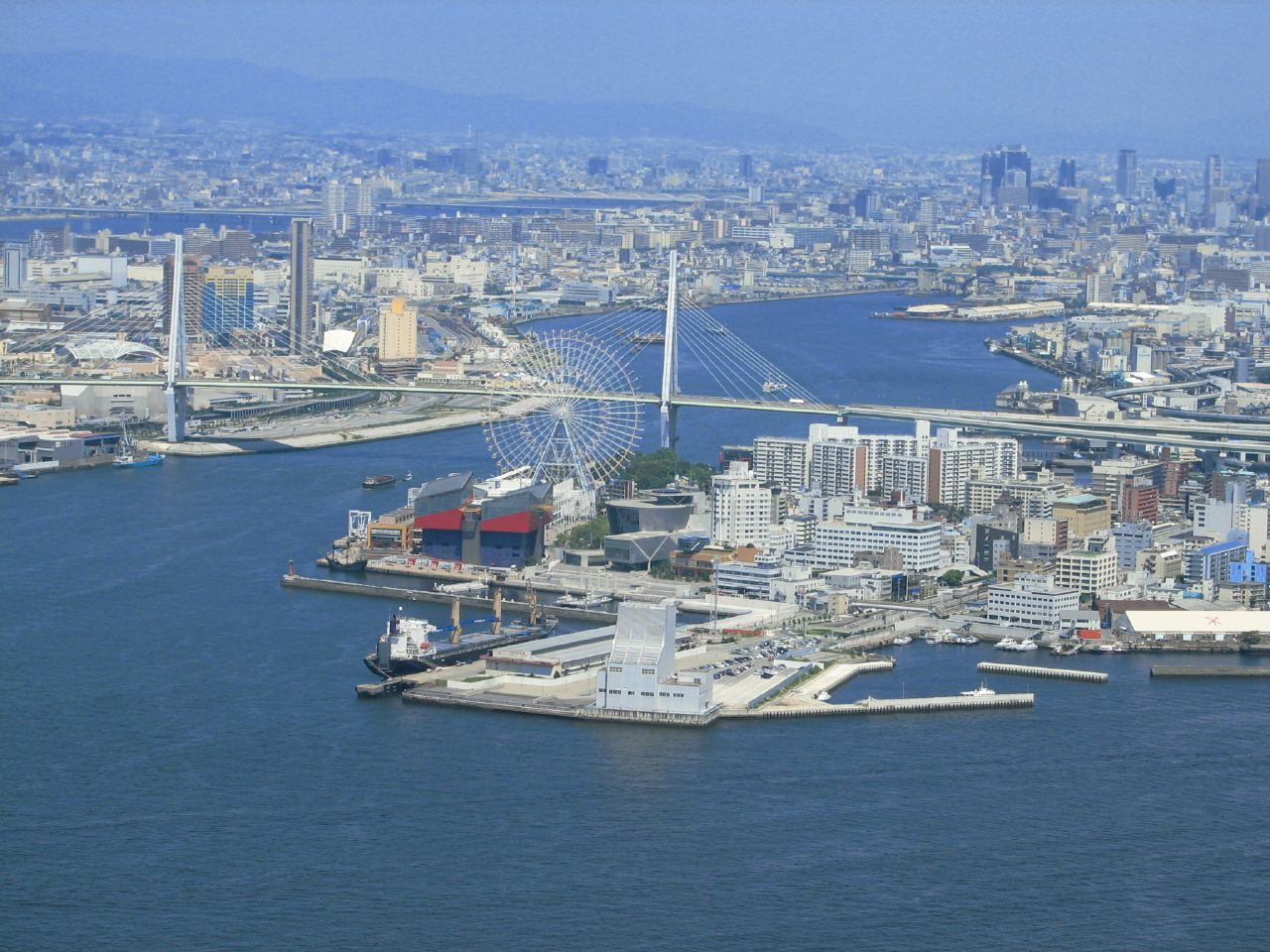
Port d'Osaka (nord)

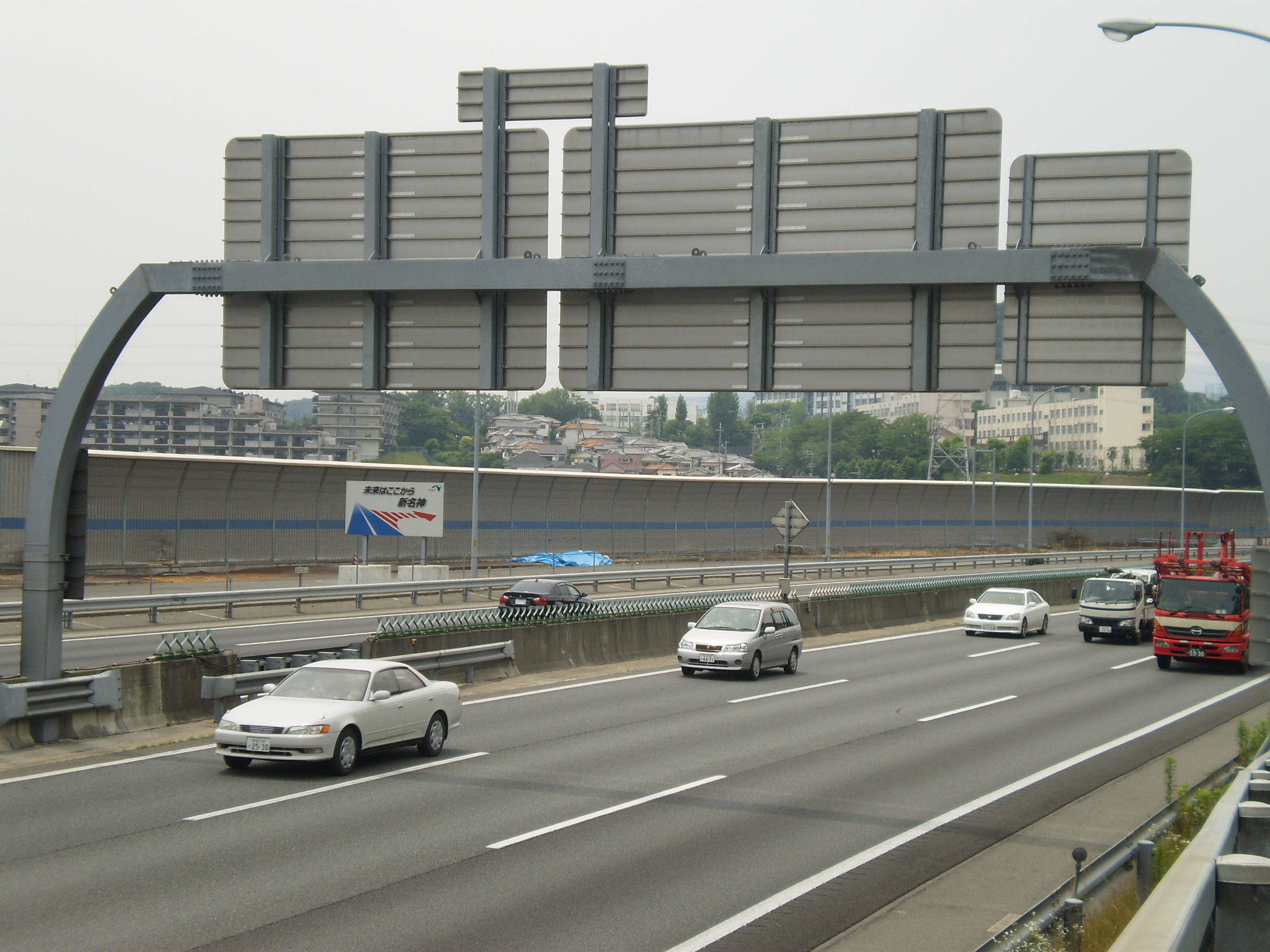
Nova Autopista Meishin al seu pas per Takatsuki

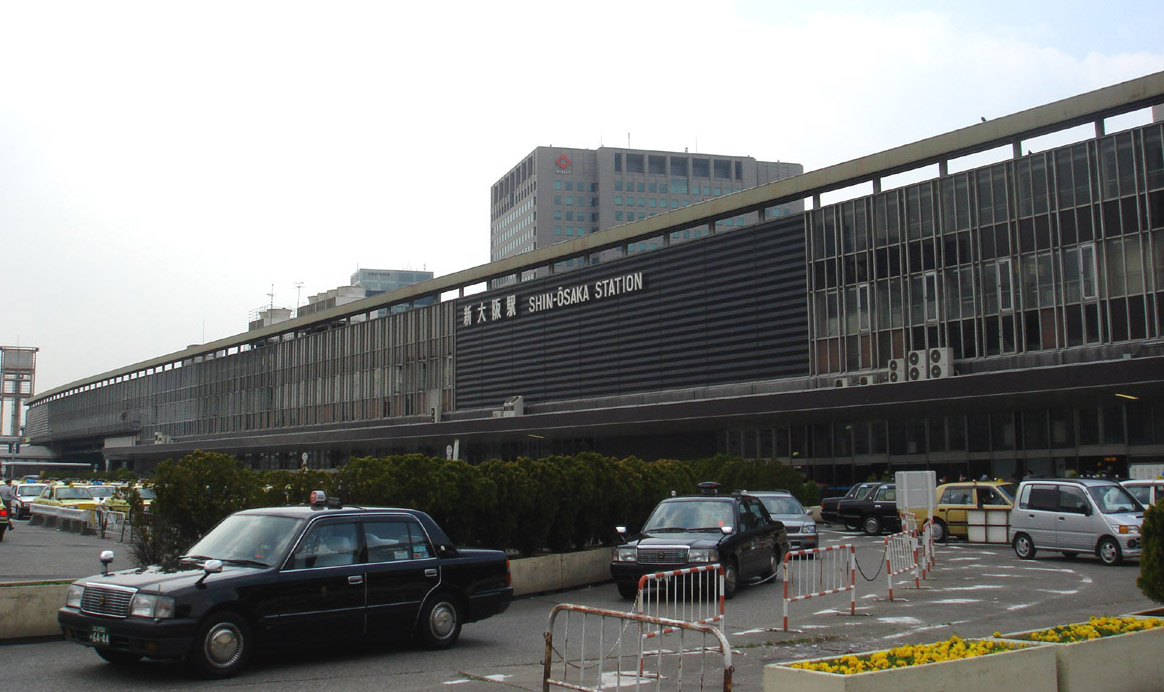
Estació de Shin-Osaka

Al tractar-se tant Osaka com la regió de Kansai d'importants núclis comercials i econòmics del Japó, aquesta zona es caracteritza per tindre un bon nivell d'infraestructures de transports.

#### Aeroports
Dins de la prefectura es troben dos aeroports:
- Aeroport Internacional de Kansai: Va ser inaugurat el 1994 i és per tant l'aeroport més modern i el de més grans dimensions. És construït sobre una illa artificial a la badida d'Osaka i està dirigit fonamentalment als vols internacionals, servint així a tota la regió de Kansai. Popularment és conegut amb el nom de "Kanku", fusionant el primer kanji del nom de Kansai i el primer kanji de Kuukou (aeroport, en japonés).
- Aeroport Internacional d'Osaka: També conegut amb el nom de "Aeroport d'Itami" per trobar-se en el municipi d'Itami, a la prefectura de Hyogo, va ser inaugurat el 1939 i de mides més petites que l'aeroport internacional de Kansai. Tot i que, com el seu nom indica, pot rebre vols internacionals, aquest aeroport està més enfocat als vols domèstics. El complexe es troba entre els territoris prefecturals de Hyogo i Osaka, prestant servei fonamentalment a aquestes dues prefectures.

#### Ports
Geogràficament, tota la banda occidental de la prefectura d'Osaka fa costa i, per tant, les instal·lacions i infraestructures portuàries són nombroses. A més del tràfic marítim de mercaderies, un dels grans avantatges d'Osaka front a altres llocs, també existeix un bon nombre de línies de transport de passatgers en ferry, amb línies fins a les prefectures de Hyogo, Wakayama, Kagawa, etc. i fins i tot a Kagoshima o Okinawa.
Alguns ports importants de la prefectura són els següents:
- Port d'Osaka
- Port de Kishiwada
- Port de Sakai-Senboku

#### Xarxa viària
La prefectura d'Osaka, a més de disposar de la xarxa de carreteres nacionals i de les autopistes, també té la xarxa de carreteres prefecturals del Japó o Fudô (府道), propietat del govern prefectural.

#### Ferrocarrils
La prefectura està servida per la Companyia de Ferrocarrils del Japó Occidental o JR West, la qual no només opera a la prefectura, sinó a tota la regió de Kansai. A més d'això també existeixen nombroses companyies ferroviàries locals que operen determinades línies. Algunes d'aquestes companyies són:
- Metro d'Osaka, companyia pública que opera a la ciutat d'Osaka.
- Ferrocarril Elèctric Keihan
- Kinki Nippon Tetsudō, conegut com a Kintetsu
- Ferrocarril Elèctric Hankyū
- Ferrocarril Elèctric de Nose
- Ferrocarril Elèctric Hanshin
- Ferrocarril Elèctric Nankai
- Ferrocarril Ràpid de Senboku
- Ferrocarril de Mizuma
- Ferrocarril Exprés del Nord d'Osaka
- Monocarril d'Osaka

## Societat

Mapa de creixement demogràfic per municipi. El verd simbolitza el creixement positiu, el roig, el negatiu.

### Demografia
D'acord amb el cens de població del Japó de 2005, la prefectura d'Osaka té una població de 8.817.166 persones, suposant això un increment del 0,14 percent respecte a l'anterior cens de l'any 2000. No obstant això, la prefectura està experimentant un creixement negatiu des del cens de l'any 2015, quan ha començat a perdre població lleugerament, cosa que no succeïa des de l'any 1945, a la Segona Guerra Mundial.
| 1890      | 1903      | 1913      | 1920      | 1930      | 1940      | 1950      |
| --------- | --------- | --------- | --------- | --------- | --------- | --------- |
| 1.324.216 | 1.823.456 | 2.461.067 | 2.587.847 | 3.540.017 | 4.792.966 | 3.857.047 |
| 1960      | 1970      | 1980      | 1990      | 2000      | 2010      | 2020      |
| 5.504.746 | 7.620.480 | 8.473.446 | 8.734.516 | 8.805.081 | 8.865.245 | 8.819.226 |

#### Els coreans del Japó
Al 2013 a la prefectura residien vora les 200.000 persones d'ètnia coreana, la majoria d'ells concentrats a la capital, Osaka, la dada més gran de coreans al Japó. Al 2013 molts fills de persones d'ètnia coreana anaven a l'escola japonesa, però alguns d'ells van a escoles coreanes (moltes d'elles controlades per associacions de residents properes a Corea del Nord) i a conseqüència d'això, s'han obert col·legis d'aquest tipus a la prefectura. Durant l'època on el Japó controlava Corea, molts coreans van emigrar a la zona d'Osaka buscant treball. Molta gent de Jeju va emigrar a Osaka des de 1922, any que es va obrir una línia regular de ferri entre les dues prefectures. Durant la Segona Guerra Mundial, el govern japonés va fer que més coreans que estaven per tot el Japó anaren a Osaka.

### Religió
Com a tot el Japó, a la prefectura d'Osaka conviuen les dues religions majoritàries, el xintoisme i el budisme, tenint més preponderància aquesta darrera. Segons dades de l'any 1996, el percentatge de creient a la prefectura era del 35,5 i entre totes les escoles o sectes del budisme sumaven el 33,77% dels creients, dividits en les escoles Tendai i Shingon (5,9%), Terra Pura (15,6%), Zen (menys del 3%), Nichiren (3%), Soka Gakkai (5,2%) i altres branques del budisme (menys de l'1%). El xintoisme practicant (no el folclòric) amb les seues sectes com Tenrikyo sumaven menys de l'1%, així com el cristianisme sumant totes les seues corrents. A banda d'això, el 64,3% de la població de la prefectura es declarava no creient o seguidor del xintoisme folclòric.

## Cultura

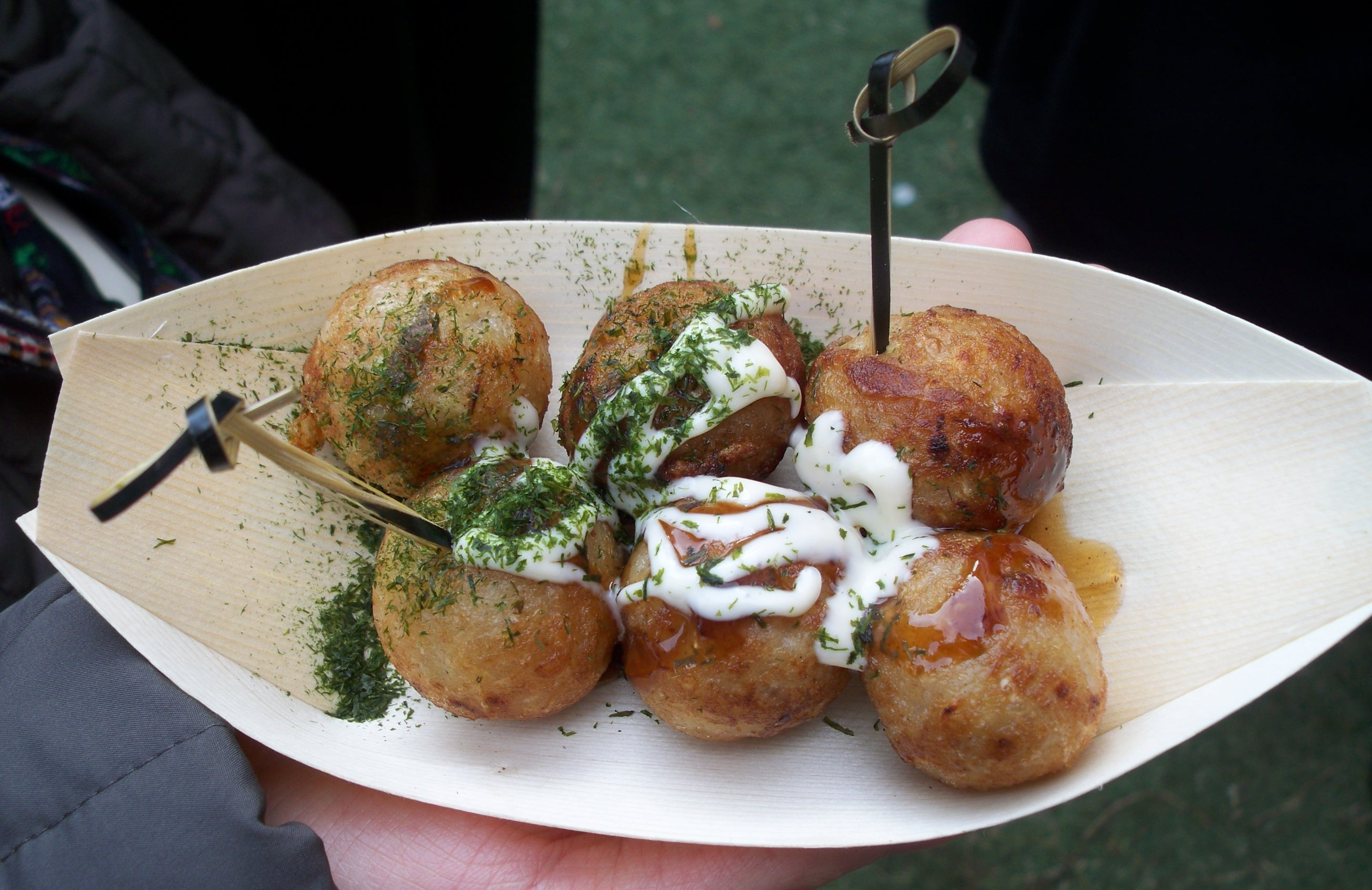
Takoyaki

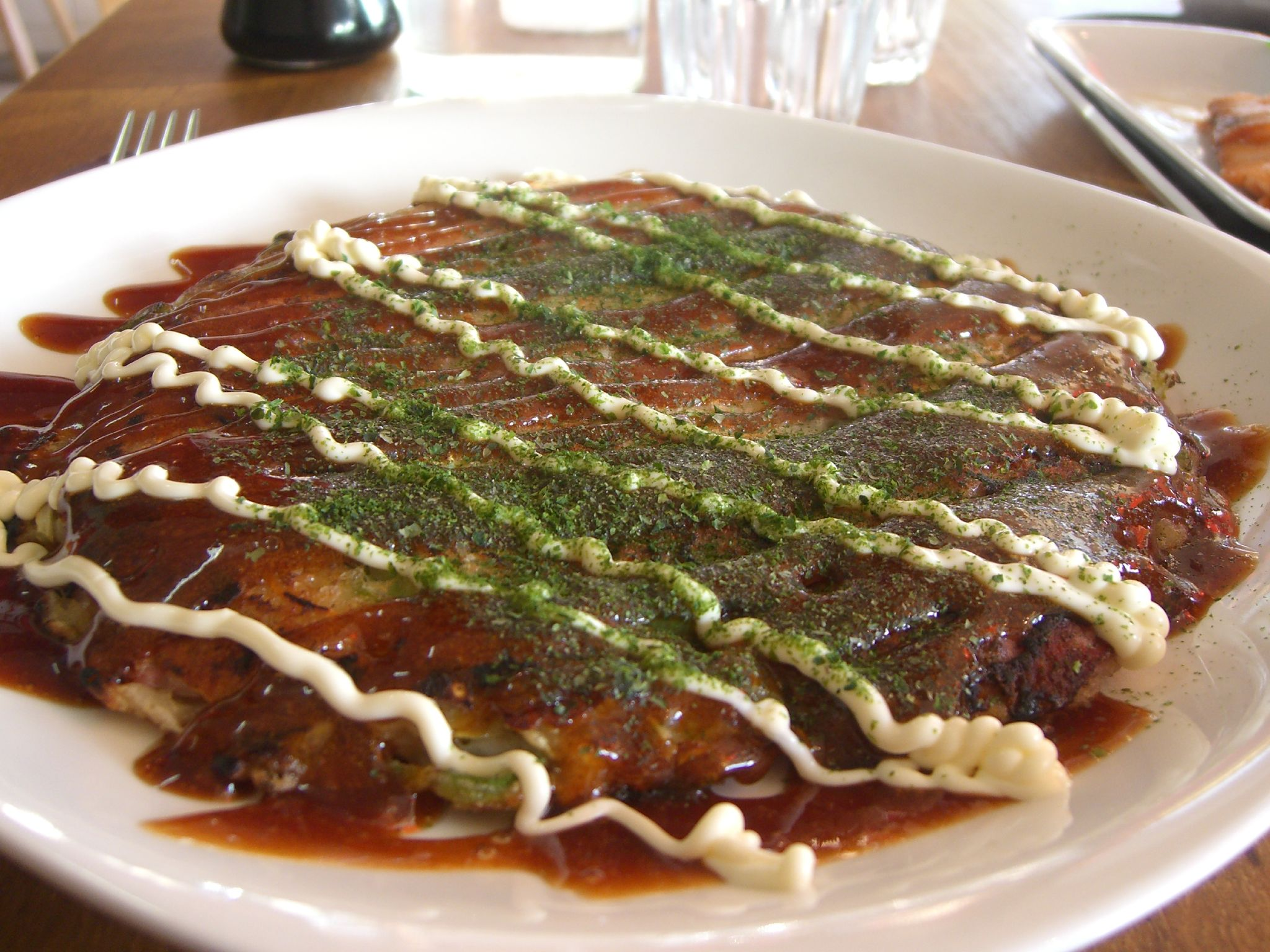
Okonomiyaki estil Osaka

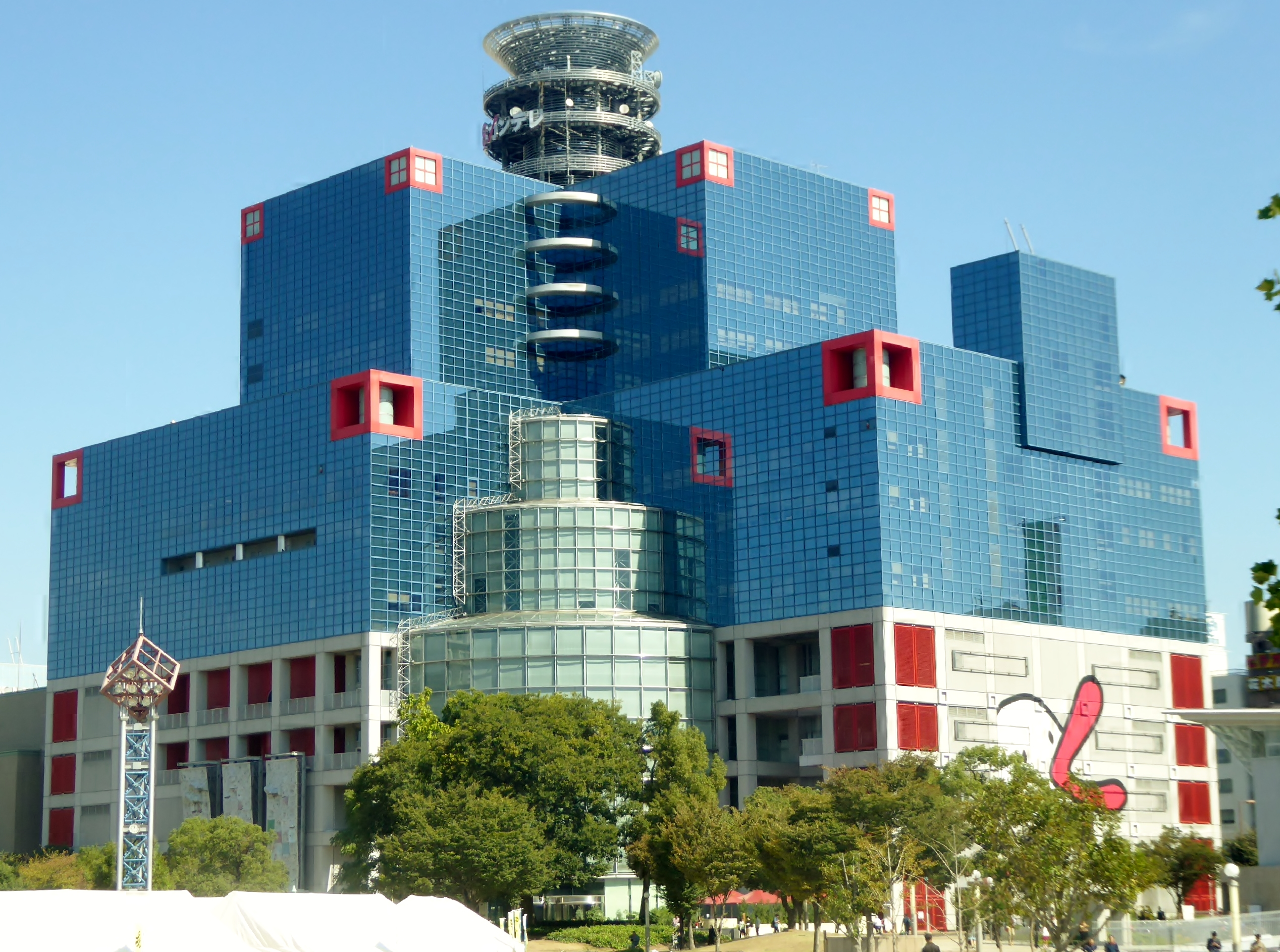
Seu principal de l'emissora KTV

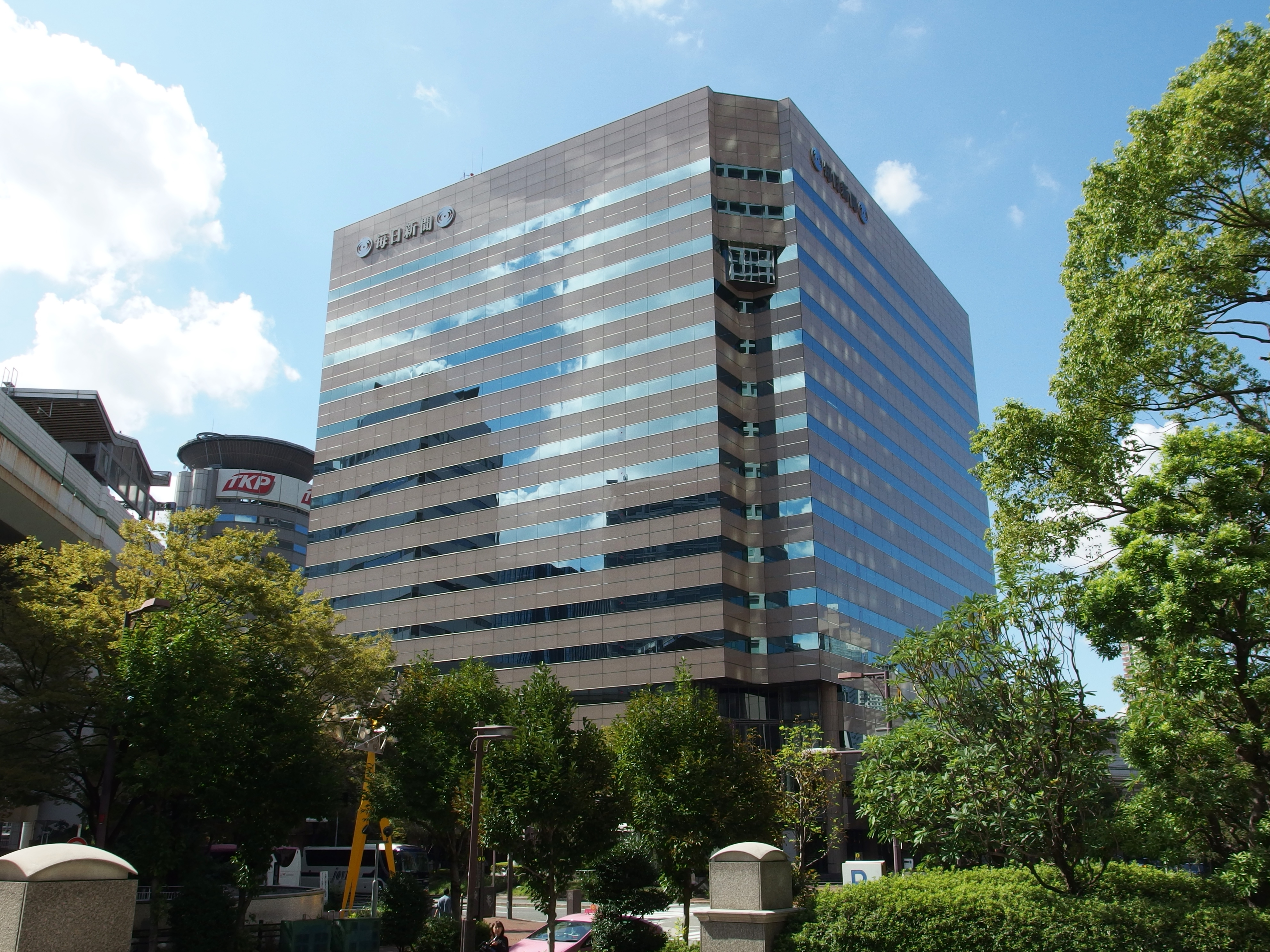
Seu del períodic Mainichi

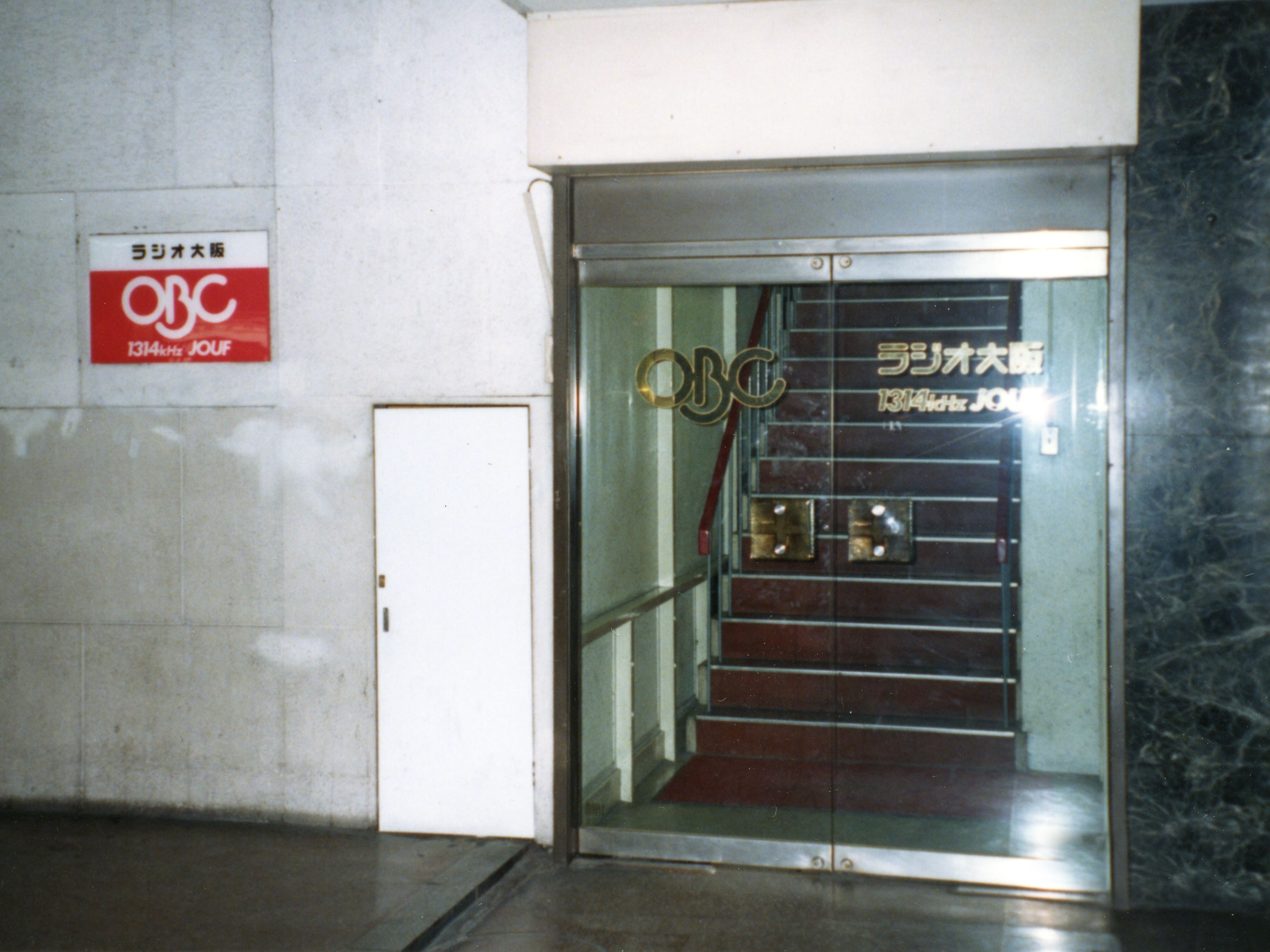
Antiga seu de OBC (Ràdio)

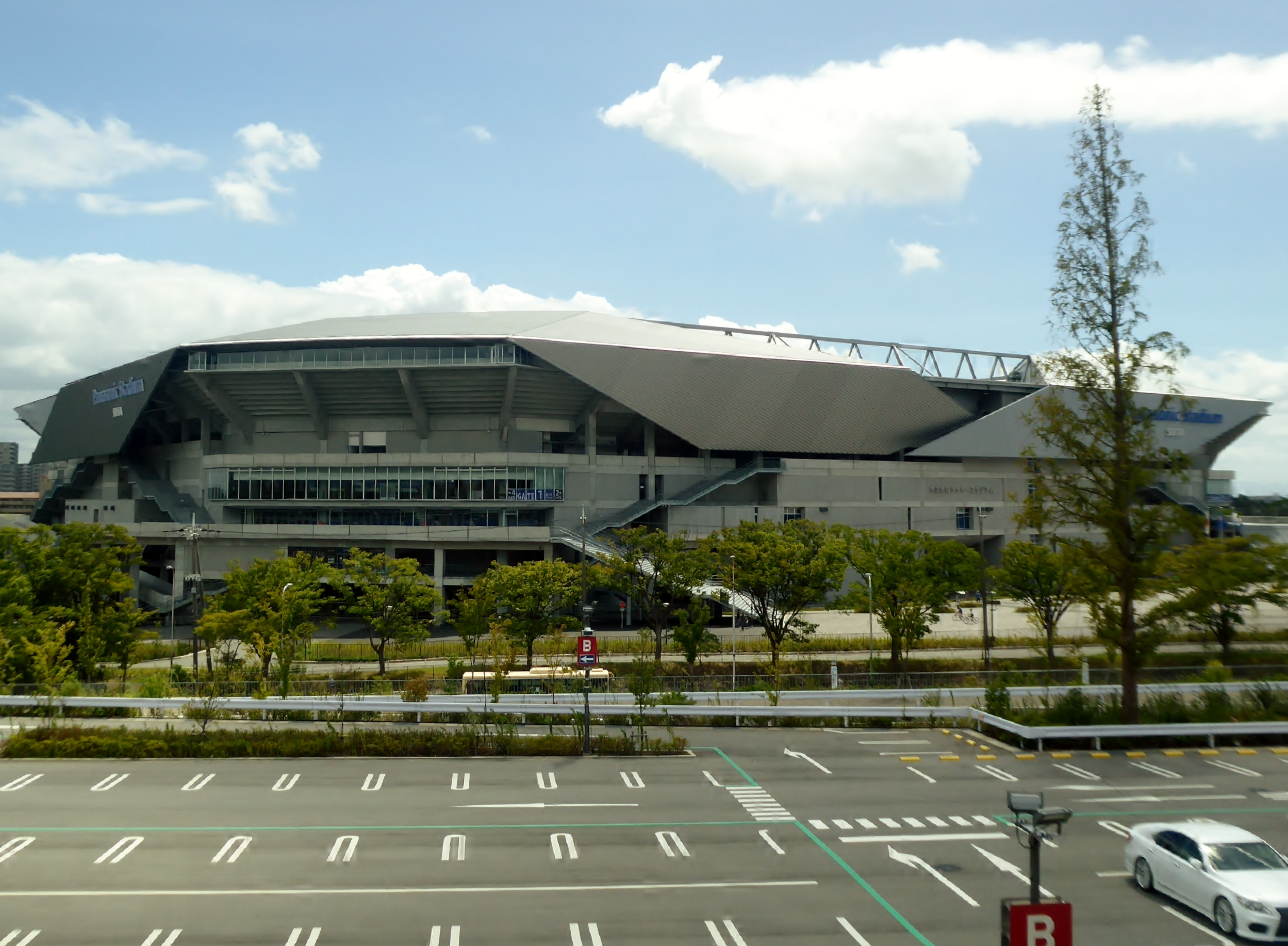
Estadi Panasonic de Suita, seu del Gamba Osaka

### Gastronomia
Osaka és coneguda en tot el Japó per ser el bressol de les millors especialitats gastronòmiques japoneses.
- Takoyaki: Boletes de massa i pop calentes preparades amb katsuobushi i salsa worcester, especialitat típica d'Osaka.
- Okonomiyaki: És una especialitat tant d'Osaka com de la prefectura de Hiroshima que consisteix en una massa de diversos ingredients a preferència de cadascú però quasi sempre amb col xinesa i fet a la planxa. Es sol recobrir amb katsuobushi i maionesa i a cada lloc tenen la seua pròpia especialitat local.

### Llengua
Els naturals d'Osaka parlen un subdialecte d'Osaka del dialecte Kansai anomenat Osaka-ben o "dialecte d'Osaka". Aquesta forma de parlar s'ha fet un distintiu de la gent d'Osaka en tot el japó i molts humoristes d'Osaka utilitzen aquest dialecte per al seus gags, sobretot al gènere manzai.

### Mitjans de comunicació

#### Televisió
A Osaka com a la gran majoria de les prefectures del Japó, les emissores de televisió, tot i essent locals, estan afiliades a xarxes de notícies nacionals liderades per emissores toquiòtes; no obstant això, les emissores emeten part dels seus continguts tot tipus de programes locals. Les emissores de televisió d'Osaka són aquestes:
- NHK Osaka, sucursal prefectural de l'emissora pública nacional NHK.
- Mainichi Broadcasting System (MBS), afiliada a Tokyo Broadcasting System (TBS).
- Asahi Broadcasting Corporation (ABC), afiliada a TV Asahi.
- TV Osaka (TVO), afiliada a TV Tokyo.
- Kansai Telecasting Corporation (KTV), afiliada a Fuji Television (FTV).
- Yomiuri Telecasting Corporation (YTV), afiliada a Nippon Television (NTV).

Excepte NHK Osaka i TV Osaka, la resta d'emissores són comunes a la resta de la regió de Kansai.

#### Premsa
A la prefectura es troba la seu de diversos periòdics i revistes de venda nacional i local.
- Asahi Shimbun, de centre-esquerra i fundat l'any 1879. Es tracta del segon periòdic en vendes al Japó.
- Mainichi Shimbun, de centre-esquerra i fundat l'any 1876 en la seua versió d'Osaka.
- Sankei Shimbun, de dreta i conservador, va ser fundat l'any 1882.

#### Ràdio
A Osaka, igual que les televisions, existeixen diferents emissores de ràdio, tant originàries d'Osaka e independents com altres afiliades a les grans xarxes de comunicació de masses privades del Japó, tot això sense oblidar la sucursal prefectural de la corporació nacional de ràdio i televisió; la NHK.
- NHK Osaka
  - NHK FM
- FM Osaka
- FM802
- FM Cocolo
- Ràdio Osaka (OBC), també coneguda com a Osaka Broadcasting Corporation, propietat del conglomerat Fujisankei

### Esports

#### Futbol
- Gamba Osaka
- Cerezo Osaka
- FC Osaka

#### Baseball
- Orix Buffaloes
- Hanshin Tigers, ara pertany a la prefectura de Hyogo, però abans era un equip d'Osaka.

#### Bàsquet
- Osaka Evessa

## Agermanaments
- Shanghai, RPX. (1980)
- Java Oriental, Indonèsia. (1984)
- Val-d'Oise, França. (1987)
- Estat de Queensland, Austràlia. (1988)
- krai de Primórie, Rússia. (1992)
- Estat de Califòrnia, EUA. (1994)
- Llombardia, Itàlia. (2002)
- Dubai, EAU. (2002)
- Ciutat Ho Chi Minh, Vietnam. (2007)

## Persones il·lustres
- Akira Kitaguchi
- Chiemi Hori
- Keigo Higashino
- Kenji Honnami
- Yoshie Kashiwabara
- Naoko Kawai